# Homosexualität in Japan
Homosexualität ist in Japan ein seit mindestens dem 10. Jahrhundert bis heute akzeptiertes sexuelles Verhalten. In früheren Zeiten wurde Liebe zwischen Männern sogar als die reinste Form der Liebe überhaupt betrachtet. Zu keiner Zeit wurde Homosexualität in der japanischen Gesellschaft und Religion (vor allem Shintoismus und Buddhismus) als eine Sünde angesehen; jedoch hat die moderne Sexualwissenschaft und der Wunsch, „zivilisiert“ zu erscheinen, auch in Japan die Auffassungen von gleichgeschlechtlicher Liebe beeinflusst.

## Legalität
Homosexuelle Handlungen unter Männern wie auch Frauen sind in der Geschichte Japans größtenteils legal gewesen. Lediglich ab 1872, als die neue Regierung unter Kaiser Meiji ihr neues Strafgesetzbuch an das deutsche Reichsstrafgesetzbuch sowie an das englische Strafrecht anlehnte, wurden homosexuelle Handlungen unter Strafe gestellt. Ab 1880 wurde diese mit der Überarbeitung des Gesetzes mit Anlehnung an den Code Napoleon wieder legalisiert. Seither gibt es keine Gesetze mehr, welche Homosexualität unter Strafe stellen.

## Antidiskriminierungsgesetze
Spezielle Antidiskriminierungsgesetze bestehen in Japan bisher nicht. Eine Ausnahme stellt die Stadtverwaltung Tokio dar, die ein Diskriminierungsverbot in den allgemeinen Arbeitsanweisungen veröffentlicht hat, das auch die sexuelle Orientierung einschließt. Für die meisten japanischen Arbeitnehmer wäre es jedoch völlig abwegig, sich am Arbeitsplatz zu outen. Nicht selten gehen Homosexuelle auf Grund der gesellschaftlichen Erwartungshaltung eine heterosexuelle Scheinehe ein (Stand 2005).
Das Wohnungsamt Osaka vermittelt günstige Stadtwohnungen nur an Einzelpersonen oder verheiratete bzw. „heiratswillige“ Paare; die Vergabe an zwei Personen des gleichen Geschlechts ist dagegen untersagt, bei Verstößen droht die Kündigung (nicht so in Tokio).
Gegen diese und ähnliche Diskriminierungen von staatlicher oder privater Seite haben Homosexuelle in Japan kaum rechtliche Handhabe.
Im Juni 2023 wurde ein Gesetzentwurf im Unterhaus beschlossen. Das „Gesetz zur Förderung des öffentlichen Verständnisses von Vielfalt in Bezug auf sexuelle Orientierung und Geschlechtsidentität“ trat am 23. Juni 2023 in Kraft und verpflichtet die Regierung einen Basisplan zu formulieren, der Maßnahmen enthalten soll, die das öffentliche Verständnis für Homosexualität verbessern. Human Rights Watch kritisiert, dass es sich bei dem Gesetz um eine reine Absichtserklärung handle und keinen Schutz vor Diskriminierung biete. Daher fordert die Menschenrechtsorganisation die Einführung eines tatsächlichen Antidiskriminierungsgesetzes.

## Lebenspartnerschaften, gleichgeschlechtliche Ehe
Über Gleichstellungsgesetze oder Partnerschaftsgesetze wie in Europa wird bisher nur auf kommunaler Ebene diskutiert. Als erste Metropole und sechste Kommune des Landes will Sapporo ab 2017 Partnerschaftszertifikate für homosexuelle Paare ausgeben. Die Bescheinigung hat allerdings – wie in Deutschland einst die Hamburger Ehe – überwiegend symbolischen Charakter. Dennoch beseitigt sie zumindest in der Kommune einige Diskriminierungen. So werden registrierte Partner bei einem Besuch im Krankenhaus als Familienmitglied anerkannt, auch die gemeinsame Bewerbung um eine kommunale Wohnung ist mit dem Zertifikat möglich. Auf Bundesebene aber erteilen die japanischen Registrierungsbehörden die Anweisung, Anträge auf zur Heirat notwendige Urkunden auf „Heterosexualität“ zu prüfen und die Bearbeitung gegebenenfalls abzulehnen. Eine gleichgeschlechtliche Eheschließung ist für Japaner in Deutschland möglich (vgl. Artikel 17b EGBGB), hat aber in Japan keinerlei Rechtswirksamkeit. Auch in der Familie ist Homosexualität noch ein Tabu-Thema. Viele Japaner berichten, dass ihre Eltern sich wahrscheinlich ihren Teil denken, aber dabei bleibt es dann auch.
Im März 2021 urteilte ein Gericht in Sapporo, dass das gesetzliche Verbot der gleichgeschlechtlichen Ehe gegen die japanische Verfassung verstößt.

## Gesellschaftliche Anerkennung
Ursprünglich waren Shudō, Wakashudō und Nanshoku die bevorzugten Begriffe für Homosexualität. Gegenwärtig sind Dōseiai (同性愛) – Anfang des 20. Jahrhunderts in Anlehnung an das deutsche Wort Homosexualität geprägt – und davon abgeleitet Dōseiaisha (wörtlich: „gleichgeschlechtlich liebende Person“) neben dem englischen Fremdwort Gay die einzigen verfügbaren Begriffe geworden.
Der Ausdruck Gay wird fast nie benutzt, wenn antike und historische Quellen diskutiert werden, weil das Wort mit modernen, westlichen und politischen Konnotationen befrachtet ist und eine besondere Identität nahelegt – eine, mit der sich sogar die Homosexuellen im modernen Japan nicht unbedingt identifizieren möchten.

### Vergleiche mit dem Westen
Anders als im Westen betrachtete man in Japan Sex nicht in moralischen Begriffen, sondern vielmehr in solchen des Vergnügens, des gesellschaftlichen Status und der sozialen Verantwortung. Obgleich sich sonst viel verändert hat, trifft diese Aussage größtenteils auch heute noch zu. Jedoch wurde im alten im Unterschied zum modernen Japan nur der Geschlechtsakt als „homosexuell“ oder „heterosexuell“ betrachtet, nicht die Menschen, die ihn vollziehen. Darin zeigt sich eine wesentliche Veränderung, die einer Anpassung an westliche Vorstellungen entspricht.

### Anime und Manga
Die Genres Boys Love und Yuri beschreiben Animes und Mangas mit homosexuellen Inhalten. Boys Love werden primär an weibliche Kundinnen vermarktet, Yuri richten sich sowohl an weibliche als auch männliche Kunden. Manga, die sich an schwule Männer richten, werden als gay comics (ゲイコミックス, gei komikkusu) bezeichnet, bilden aber einen Nischenmarkt. Es besteht auch ein inhaltlicher Unterschied in dem Sinne, dass in Boys Love häufig ein maskuliner, dominanter Partner (seme) und ein effeminierter, passiver Partner (uke) auftreten, die beide ein androgynes Erscheinungsbild (bishōnen) haben, während die Figuren in gay comics dagegen sehr maskulin und muskulös sind bzw. dem bear-Konzept entsprechen.

### Sexualleben
Die japanische Sexualmoral ist weltweit eine der offensten überhaupt. Für die meisten Japaner steht die Privatsphäre ihrer Mitmenschen, einschließlich ihres Sexuallebens, nicht zur Diskussion. Die Offenheit der japanischen Gesellschaft gegenüber Homosexualität entspringt also nicht unbedingt einer besonders liberalen, durchdachten Aufgeklärtheit, sondern eher einer allgemeinen Gleichgültigkeit.
Homosexuelle Menschen werden in der japanischen Gesellschaft allerdings oft einseitig auf ein Tunten-Image reduziert, so sehr, dass bei okama (オカマ), einem der Alltagswörter für „schwul“, auch immer gleich das Bild eines solchen homosexuellen Mannes mitschwingt. Ein Hauptgrund ist sicher die Kleidung und das Verhalten, welches häufig mit dem Wort kawaii („putzig“ – häufig im Bezug auf Frauen) assoziiert wird, was in dieser von Kritikern oft als infantilisiert beschriebenen Gesellschaft ein positives Urteil darstellt. Mehrere Tarentos im japanischen Fernsehen sind offen schwul; alle tendieren dazu, homosexuelle Männer möglichst „feminin“ und „kawaii“ zu zeigen.
Die meisten Love Hotels akzeptieren keine Männerpaare, öfter dagegen zwei Frauen. Allerdings gibt es spezielle „Liebeshotels“ in Gegenden, die als Rückzugsorte für homosexuelle Menschen dienen, von denen einige auch heterosexuelle Paare akzeptieren. Das größte und einzig explizite Viertel für homosexuelle Menschen in Japan ist Shinjuku ni-chōme in Tokio (siehe dort für Besonderheiten des schwulen Nachtlebens). In Osaka finden sich die meisten schwulen Einrichtungen im Stadtviertel Dōyama-chō (堂山町). Neben Bars und Discos sind auch Saunas, Sexclubs und Hotels vorhanden. Lesben-Events finden regelmäßig statt. Wie in anderen Großstädten verteilen sich die Lokale etwas übers Stadtgebiet. Schwulenbars sind in Japan oft von außen nicht als solche zu erkennen, auch ist deren Fluktuation sehr hoch. Läden, die für Ausländer interessant sind, haben meist englischsprachige Websites mit Lageplan.

### Leben als Homosexueller
Die japanische Gesellschaft trennt scharf zwischen homosexuellem Sex an sich einerseits und der sexuellen Orientierung andererseits. Während die Praktizierung homosexuellen Sexes in Japan gesellschaftlich genauso toleriert wird wie die von heterosexuellem Sex, ist es für offen Homosexuelle schwierig, soziale Gleichstellung mit Heterosexuellen zu erreichen. Die meisten Homosexuellen halten sich an die japanische Maxime „Was du nicht weißt, macht dich nicht heiß“ und leben ihr schwules Leben im Verborgenen aus.
Zwar wird Homosexualität bei Ausländern (die sowieso Narrenfreiheit genießen), bei (Fernseh-)Künstlern und in Mangas allgemein akzeptiert und besitzt sogar teilweise Kultstatus; vom gewöhnlichen Japaner wird aber nichts anderes erwartet, als dass er selbstverständlich heterosexuell zu sein hat. Offene Homosexualität wird ignoriert und Rechte lassen sich daraus nicht ableiten.
In Japan ist anonymer Sex mindestens ebenso leicht zu haben wie in westlichen Großstädten und wird ohne schlechtes Gewissen genossen. Gewaltsame Übergriffe auf Homosexuelle gibt es praktisch nicht.
Hingegen gilt Homosexualität außerhalb besonderer Nischen weiterhin als Makel. Rechtlich sind Homosexuelle in vielerlei Hinsicht benachteiligt, Unterstützung von Gesellschaft und Familie gibt es nicht. Mit einer grundlegenden Verbesserung der Situation ist auf absehbare Zeit nicht zu rechnen. Vielen Japanern fällt es daher schwer, ihre eigene Homosexualität anzunehmen. Auch Partnerschaften haben es dadurch deutlich schwerer als im Westen.

## Geschichte der Homosexualität in Japan
Obwohl ab dem 4. Jahrhundert ein vereinigtes Japan existierte, beginnt die schriftliche Überlieferung erst mit den Kojiki, welche im frühen 8. Jahrhundert zusammengestellt wurden. Während chinesische Quellen bereits im 6. Jahrhundert homosexuelle Bezugnahmen enthalten, beginnen ähnliche Referenzen in Japan erst im 10. Jahrhundert aufzutauchen. Diese Stellen scheinen, zumindest anfangs, dem chinesischen Beispiel zu folgen.

### Chinesische Herkunft der Nanshoku-Tradition
Der Begriff Nanshoku (男色) ist die japanische Lesart der chinesischen Zeichen für „männliche Farben“. Das Zeichen 色 bedeutet in Japan und China noch immer „sexuelles Vergnügen“.
Im alten Japan war Nanshoku als Wort für gleichgeschlechtlichen Sex unter Männern weit verbreitet. Laut Gary P. Leupp assoziierten die Japaner Nanshoku mit China, dem Land, dessen Kultur die Basis eines Großteils der japanischen Hochkultur einschließlich des Schriftsystems Kanji wurde. Die japanische Nanshoku-Tradition zehrte in hohem Maße von der chinesischen und in begrenztem Umfang von der Koreas.

### Soziale Milieus der Nanshoku-Tradition

#### Klöster
Buddhistische Klöster scheinen im alten Japan bereits früh Zentren homosexueller Aktivität gewesen zu sein. Der Volksmund schreibt Kūkai, dem Gründer der buddhistischen Shingon-Sekte, zu, Nanshoku in Japan eingeführt zu haben, nachdem er im 9. Jahrhundert aus dem China der Tang-Dynastie zurückgekehrt war. Jedoch erörtert er dieses Thema in keinem seiner größeren Werke. Es sollte auch angemerkt werden, dass die Vinaya, die klösterliche Disziplin, jede sexuelle Aktivität ausdrücklich verbot; und Kukai war ein enthusiastischer Unterstützer der Vinaya. Gleichzeitig wurde jedoch der Berg Kōya-san, der Sitz von Kukais Kloster, zum Beinamen für gleichgeschlechtliche Liebe.
Hingegen enthalten weder Shintō noch die japanische Lesart des Konfuzianismus irgendwelche Verbote. Genügend Mönche scheinen der Ansicht gewesen zu sein, dass ihr Keuschheitsgelübde sich nicht auf gleichgeschlechtliche Beziehungen erstreckte, so dass Geschichten, die von den Affären zwischen Mönchen und jungen Schülern erzählen, unter dem Namen Chigo Monogatari relativ populär waren. Solche Affären wurden milde bespöttelt, solange die Leidenschaften nicht bis zu körperlicher Gewalt eskalierten, was durchaus nicht ungewöhnlich war. Jesuiten berichteten entsetzt über die Verbreitung der „Sodomie“ unter buddhistischen Mönchen.

#### Militär

Älterer und jüngerer Samurai in einer Shudo-Beziehung (Die geblumte Robe von Miyakawa Choshun, 1682–1753).

Aus den religiösen Kreisen breitete sich die gleichgeschlechtliche Liebe in die Kriegerklasse aus, in der es für einen jungen Samurai üblich war, bei einem älteren und erfahreneren Mann in die Lehre zu gehen. Für eine Anzahl von Jahren wurde er dessen Geliebter. Diese Praktik war als Shudō bekannt, die Sitte der Jungen, und stand in der Kriegerklasse in hohem Ansehen.

#### Mittelschichten
Als die japanische Gesellschaft weniger kriegerisch wurde, übernahmen die Mittelschichten viele der Praktiken aus der Kriegerklasse. Im Fall von Shudo gaben sie dieser Sitte einen kommerzielleren Anstrich. Junge Kabuki-Schauspieler, bekannt unter dem Namen Kagema, wurden zum letzten Schrei. Sie waren ähnlich prominent wie heutige Medienstars und standen in hoher Nachfrage bei wohlhabenden Mäzenen, die um ihre Gunst wetteiferten.

### Gleichgeschlechtliche Liebe in der Kunst
In der japanischen Druckgrafik finden sich unter den Shunga (dt. Frühlingsbilder) einige homoerotische Darstellungen. Dargestellt wurden Männer-Knaben-Beziehungen oder Liebesszenen unter Frauen; dagegen sind Darstellungen von Liebesakten zwischen gleichaltrigen Männern extrem selten.

### Gleichgeschlechtliche Liebe in der Literatur
Alte japanische Quellen enthalten viele verdeckte Anspielungen auf gleichgeschlechtliche Liebe, die oft jedoch so subtil sind, dass sie nicht zweifelsfrei zu deuten sind. Denn Bekundungen der Zuneigung unter befreundeten Männern waren allgemein üblich und entsprachen den damaligen Konventionen.
Nichtsdestoweniger gibt es auch eindeutige Stellen, die in der Heian-Periode zahlreicher werden. In Genji Monogatari aus dem frühen 11. Jahrhundert lassen sich Männer häufig von der Schönheit eines Knaben rühren. In einer Szene wird der Held von einer Dame zurückgewiesen und schläft stattdessen mit ihrem Bruder: „Genji zog den Jungen an seine Seite herab. […] Genji seinerseits fand, so sagt man, den Jungen attraktiver als seine kühle Schwester.“
Die Geschichte vom Prinzen Genji ist ein Roman (oft als der erste der Welt angesehen), aber es gibt auch mehrere Tagebücher aus der Heian-Zeit, die Bezüge auf homosexuelle Handlungen enthalten. Einige von ihnen verweisen auch auf Kaiser, die in homosexuelle Beziehungen involviert waren, sowie auf „schöne Knaben“, die den Kaisern „für sexuelle Zwecke vorbehalten“ waren. In anderen literarischen Werken finden sich Hinweise auf das, was Leupp „Probleme der Geschlechtsidentität“ genannt hat, wie etwa die Geschichte eines Jungen, der sich in ein Mädchen verliebt, das in Wirklichkeit ein verkleideter Junge ist.
Homosexuelle Beziehungen waren auch in späteren Jahrhunderten der Stoff für zahllose Werke – wie bspw. von Ihara Saikaku –, die meist noch nicht in westliche Sprachen übersetzt sind.